# Гельмут Розенкранц
Гельмут Розенкранц (нім. Helmuth Rosencrantz; 27 серпня 1894 — 26 січня 1970) — німецький військовий юрист, доктор права, генерал-суддя вермахту.

## Нагороди
- Залізний хрест 2-го і 1-го класу
- Князівський орден дому Гогенцоллернів, почесний хрест 3-го класу з мечами і короною
- Почесний хрест ветерана війни з мечами (1934)
- Медаль «За вислугу років у Вермахті» 4-го, 3-го і 2-го класу 918 років; 2 жовтня 1936) — отримав 3 нагороди одночасно.
- Хрест Воєнних заслуг 2-го і 1-го класу з мечами